# Epitausa lurida
Epitausa lurida är en fjärilsart som beskrevs av Butler 1879. Epitausa lurida ingår i släktet Epitausa och familjen nattflyn. Inga underarter finns listade i Catalogue of Life.